# Alphonse Parfondry
Alphonse Parfondry (Libin, 1896) was een Belgisch wielrenner.

## Levensloop
In 1924 won hij zilver in de ploegentijdrit op de weg tijdens de Olympische Zomerspelen te Parijs. Het team bestond verder uit Henri Hoevenaers, Jean Van Den Bosch en Fernand Saivé. In de individuele tijdrit tijdens deze Olympische Spelen werd Parfondry zesde.